# Google Font API
Google Font API är ett projekt av Google för att använda sig av de nya möjligheter i webbläsare för att låta webbdesigners använda sig av typsnitt som inte finns installerade på användarens dator på webbsidor utan att användaren först behöver göra något.